# Austin K5
El Austin K5 era un camión militar pesado británico construido por Austin para su uso durante la Segunda Guerra Mundial.
El K5 se utilizó con el cuerpo y la cabina abiertos para transportar el cañón antitanque Ordnance QF 6 de libras en la Campaña de África del Norte, o con una cabina cerrada para el Servicio General (GS). En el Reino Unido se utilizaron versiones de carrocería cerrada para trabajos de salvamento y rescate.